# Arthur Cayley
Arthur Cayley (16. srpna 1821, Richmond, Surrey, Velká Británie – 26. ledna 1895, Cambridge) byl britský matematik, spoluzakladatel moderní britské školy čisté matematiky.
Pracoval 14 let jako právník. V matematice se věnoval teorii matic a byl první, kdo podal moderní definici grupy.

## Odkaz
Po Cayleyovi byly pojmenovány:
- Cayleyovo číslo – jiné označení pro oktonion
- Cayleyho graf či diagram – graf, jenž zachycuje abstraktní strukturu grupy
- Cayleyho rovina – typ projektivní roviny
- Cayleyho tabulka – tabulka výsledků binární operace nad množinou s konečným počtem prvků
- Cayleyho věta – tvrzení z oboru teorie grup
- Cayleyho-Hamiltonova věta – tvrzení z oboru lineární algebry